# 4677 Hiroshi
4677 Hiroshi eller 1990 SQ4 är en asteroid i huvudbältet som upptäcktes den 26 september 1990 av de båda japanska astronomerna Kazuro Watanabe och Atsushi Takahashi vid Kitami-observatoriet. Den är uppkallad efter den japanske astronomen Hiroshi Kaneda.
Asteroiden har en diameter på ungefär 13 kilometer och den tillhör asteroidgruppen Themis.